# Nerf cutané sural médial
Le nerf cutané sural médial (ou nerf saphène tibial) est un nerf sensitif de la jambe.

## Origine
Le nerf cutané sural médial nait de la face postérieure du nerf tibial au niveau de la fosse poplitée.

## Trajet
Le nerf cutané sural médial descend entre les deux chefs du muscle gastrocnémien. Au milieu de la partie postérieure de la jambe, il transperce le fascia profond pour de venir superficiel. Il rejoint une branche de communication avec le nerf cutané sural latéral pour former le nerf sural.

### Variation
Selon une vaste étude cadavérique sur 208 individus (par Steele et al.), le nerf cutané sural médial était systématiquement présent dans la plupart des membres inférieurs. Ces informations concordent également avec d'autres recherches. Un seul échantillon dans Steele et al. ne contenait pas de nerf cutané sural médial.
Le diamètre à l'origine du nerf cutané sural médial est de 2,74 mm ± 0,93 (2,62–2,86) dans 207 échantillons.

## Zone d'innervation
Le nerf cutané sural médial assure l'innervation cutanée de la face postéro-médiale de la jambe.